# カドカワ・エンタテインメント
カドカワ・エンタテインメント（カドカワエンタテインメント、Kadokawa Entertainment）は、株式会社KADOKAWA・角川書店が発行している新書（ノベルズ）レーベルである。カドカワノベルズ（KADOKAWA NOVELS）の後継レーベル。1997年8月から発行されている。ジャンルとしてはミステリーが大半を占める。書き下ろしの他、『小説 野性時代』に連載した作品、単行本のノベルズ化、映画のノベライズなどが発行されている。本レーベルには蝶をモチーフにしたイラストが入っている。カバー背中には朱色と白色が用いられている。収録作品の多くは現役作家によるものであるが、例外として横溝正史『喘ぎ泣く死美人』『双生児は囁く』がある。

## 主な収録作家
- 赤川次郎 - 『天使にかける橋』『天使に涙とほほえみを』など
- 綾辻行人 - 『最後の記憶』
- 内田康夫 - 『後鳥羽伝説殺人事件』『天河伝説殺人事件』など
- 篠田真由美 - 『桜の園 神代教授の日常と謎』『風信子の家 神代教授の日常と謎』
- 西村京太郎[注 3] - 『十津川警部「幻覚」』『十津川警部「記憶」』など
- 森博嗣 - 『どきどきフェノメノン』『もえない』
- 森村誠一 - 『野性の条件』『人間の証明 21st Century』など